# 植西聰
植西 聰（うえにし あきら）は、東京都出身の日本の著述家、心理カウンセラー。
学習院高等科、同大学（経営心理学を研究）卒業後、資生堂に勤務（1982年退職）。1986年頃から心理学と心理療法に自他の体験から得た人生哲学を加えた独自の「成心学」理論を体系化し、その考えのもとにカウンセリング活動を展開。1995年、産業カウンセラーの資格を取得。「心が元気になる」をテーマとした著述活動をおこなっている。

## 著書（ベストセラー本）
- 『折れない心をつくるたった1つの習慣』（青春出版社）
- 『平常心のコツ』（自由国民社）
- 『「いいこと」がいっぱい起こる！ブッダの言葉』（三笠書房・王様文庫）
- 『話し方を変えると「いいこと」がいっぱい起こる』（三笠書房・王様文庫）
- 『マーフィーの恋愛成功法則』（扶桑社文庫）
- 『ヘタな人生論よりイソップ物語』（河出書房新社）
- 『カチンときたときのとっさの対処術』（ベストセラーズ・ワニ文庫）
- 『運がよくなる100の法則』（集英社・be文庫）
- 『運命の人は存在する』（サンマーク出版）